# Alexis Durand-Brault
Alexis Durand-Brault est un cinéaste et réalisateur québécois. Il est surtout connu pour son film de 2017 C'est le cœur qui meurt en dernier, pour lequel il a reçu une nomination comme meilleur réalisateur à la 6e édition (en) des prix Écrans canadiens.
Il a auparavant réalisé les films Ma fille, mon ange et La Petite Reine et certains épisodes des séries télévisées La galère et Au secours de Béatrice. Il a aussi été directeur de la photographie pour les films Les Grandes Chaleurs, Déformation personnelle, Elles étaient cinq et Charlotte a du fun.
Il est l'époux de l'actrice et cinéaste Sophie Lorain, avec qui il a co-créé les séries dramatiques 2021 Portrait-Robot et Sortez-moi de moi.
En 2023, il a réalisé les séries télévisées Désobéir : le choix de Chantale Daigle et Mégantic.
En 2023, il est annoncé qu'il travaille sur une série biographique au sujet de l'humoriste Yvon Deschamps.